# Taxillus gracilifolius
Taxillus gracilifolius är en tvåhjärtbladig växtart som först beskrevs av Schult., och fick sitt nu gällande namn av Nguyen Tien Ban. Taxillus gracilifolius ingår i släktet Taxillus och familjen Loranthaceae. Inga underarter finns listade i Catalogue of Life.